# Intelligence artificielle digne de confiance
 (mai 2025).
Une intelligence artificielle digne de confiance, ou IA digne de confiance ou encore IA de confiance (en anglais Trustworthy AI) est une intelligence artificielle en laquelle toutes les parties prenantes ont confiance tout au long de son cycle de vie. Pour cela elle doit être « alignée », ce qui implique généralement qu'elle soit licite, éthique, transparente, explicable et robuste, et réponde à certains principes éthiques et d'exigences clés lui octroyant et validant ce statut de confiance.

## Origines
À la suite de travaux tels ceux du « Groupe européen d'éthique des sciences et des nouvelles technologies » (GEE), groupe consultatif de la Commission européenne, le terme « IA digne de confiance » apparaît, en 2019, dans les documents du « Groupe d'experts indépendants de haut niveau en intelligence artificielle » (GEHN IA),, qui visent à donner des orientations sur la stratégie européenne en intelligence artificielle.
En 2019 le GEHN IA publie un recueil d'orientations intitulé Lignes directrices en matière d'éthique pour une IA digne de confiance, où sont détaillés les éléments constitutifs d'une IA digne de confiance, repris dans cet article, ainsi qu'en 2020 une version aboutie de questionnaire d'auto-évaluation de la confiance que l'on peut porter à une IA, résultat d'un travail collégial de spécialistes de l'IA. Ils y estiment que « dans un contexte d’évolution technologique rapide, nous sommes convaincus qu’il est essentiel que la confiance reste le ciment des sociétés, des communautés, des économies et du développement durable (...) La fiabilité est une condition préalable pour que les personnes et les sociétés mettent au point, déploient et utilisent des systèmes d’IA. S’ils ne démontrent pas qu’ils sont dignes de confiance, les systèmes d’IA – et les êtres humains qui les conçoivent – pourraient être à l’origine de conséquences indésirables susceptibles de nuire à leur utilisation, ce qui empêcherait la réalisation des avantages sociaux et économiques
potentiellement vastes qu’apportent les systèmes d’IA ».
C'est une question de gouvernance, liée aux risques et opportunités de l'IA pour les entreprises, administrations et populations.

## Travaux du groupe d'experts indépendants de haut niveau en intelligence artificielle
(mai 2023).
Le groupe d'experts indépendants de haut niveau en intelligence artificielle (GEHN IA) a rendu public le 8 avril 2019 son premier livrable, intitulé Lignes directrices en matière d'éthique pour une IA digne de confiance (« Ethics Guidelines for Trustworthy AI » en anglais). Ce document n'est ni un document règlementaire ni une norme ; il propose une classification et un cadre pour une IA digne de confiance (après mise en consultation publique de sa première version datée du 18 Décembre 2018, qui a suscité des commentaires de la part de plus 500 personnes). Ce document est notamment basé sur le concept de droits fondamentaux tels que la dignité humaine, la non-discrimination ou les droits en relation avec la protection des données et le respect de la vie privée. Il discute ainsi des exigences essentielles, regroupées en sept « exigences clefs » (en anglais key requirements), en précise les détails ainsi que des méthodes, techniques et non techniques, pour parvenir à une IA digne de confiance ; il donne des exemples de préoccupations majeures, actuelles ou à venir, couvrant un vaste domaine d'utilisations, que soulève l'IA[Lesquels ?] et fournit une version pilote d'un questionnaire afin d'évaluer si une IA est digne de confiance. Il reconnait le potentiel transformateur de l’intelligence artificielle tout en insistant sur la nécessité d’en encadrer les risques de manière proportionnée et selon 3 piliers : la légalité (conformité aux lois), l’éthique (respect des principes fondamentaux) et la robustesse (prévention des dommages involontaires). Les auteurs plaident pour une IA innovante mais aussi respectueuse des droits fondamentaux, de la démocratie et de l’État de droit.
Le groupe publie un second rapport en 2019, Policy and Investment Recommendations for Trustworthy AI, qui s'attache à décrire comment utiliser l'IA de confiance pour créer un effet positif en Europe et quels leviers européens[Lesquels ?] mobiliser pour une IA digne de confiance.
Un troisième livrable fait suite (17 juillet 2020) au dernier chapitre du premier ouvrage sur l'auto-évaluation. Il est le fruit de 350 parties prenantes et s'intitule The Assessment List For Trustworthy Artificial Intelligence (ALTAI) for self assessment (« Liste d'évaluation pour une intelligence artificielle digne de confiance pour auto-évaluation »). Ce document consultatif, non exhaustif et amené à être nourri des expériences de tous et chacun, est destiné à tous les acteurs participant de près ou de loin à l'élaboration d'une l'IA, c'est-à-dire les concepteurs, les ingénieurs système, les développeurs, les data scientists, comme les spécialistes des achats, les utilisateurs, les testeurs, les bureaux de contrôle et les metteurs en service, les ingénieurs avant-vente, les formateurs, les mainteneurs, les juristes, les commerciaux ou les managers, entre autres.
Il traite des moyens de prendre conscience des risques et opportunités d'une intelligence artificielle, pour la totalité du cycle de vie d'une IA (conception, développement, prototypage, test, mise en service, exploitation, maintenance et retrait de service), et de les évaluer afin qu'elle respecte les conditions d'une IA digne de confiance telles qu'édictées dans les lignes directrices du premier livrable. Une version web interactive permet, en version pilote, de répondre aux questions de cette auto-évaluation directement en ligne.
Un quatrième et dernier livrable, Sectoral Considerations on the Policy and Investment Recommendations, publié le 23 juillet 2023 par le GEHN IA, explore les possibles implémentations d'une IA digne de confiance dans le secteur public, la santé ou l'industrie et l'internet des objets (IoT).

## Caractéristiques
Une « IA digne de confiance », sous le prisme des experts en IA de la Commission européenne, repose sur trois caractéristiques. L'IA doit être licite (aspect législatif ou règlementaire), éthique (respect des principes éthiques) et robuste (sur le plan technique mais aussi social ou sociétal). L'aspect légal n'est pas traité dans les quatre livrables de la commission européenne car ces ouvrages collectifs se veulent rester un recueil d'orientations des deux dernières caractéristiques. L'aspect législatif sera traité dans l'AI Act.

## Principes éthiques
Concernant les deux autres caractéristiques, l'éthique et la robustesse, il est supposé qu'elles respectent quatre principes éthiques basés sur les droits fondamentaux : respect de l'autonomie humaine, prévention de toute atteinte, équité, explicabilité.

## Exigences clefs
Ces quatre grands principes éthiques sont à leur tour déclinés en sept exigences clefs comme suit :
- action humaine et contrôle humain ;
- robustesse technique et sécurité ;
- respect de la vie privée et gouvernance des données ;
- transparence ;
- diversité, non-discrimination et équité ;
- bien-être sociétal et environnemental ;
- responsabilité.

Ces exigences clefs d'une l'IA digne de confiance, très générales, recoupent tout ou partie de la douzaine de notions clefs retrouvées dans nombre d'ouvrages de référence en France et dans le monde (livre blanc, feuille de route, etc.) traitant de l'éthique pour l'IA (OCDE, AFNOR, IEEE, etc.).

## Détail des exigences clefs
Ces exigences clefs sont encore affinées en 23 exigences de niveau inférieur, qui visent à en préciser le sens et mieux détourer leur périmètre :
1. Action humaine et contrôle humain
  - droits fondamentaux
  - autonomie humaine
2. Robustesse technique et sécurité
  - résilience aux attaques et sécurité
  - plans de secours et sécurité générale
  - précision
  - fiabilité
  - reproductibilité
3. Respect de la vie privée et gouvernance des données
  - qualité et intégrité des données
  - accès aux données
4. Transparence
  - traçabilité
  - explicabilité
  - communication
5. Non-discrimination, équité et diversité
  - absence de biais injustes
  - accessibilité et conception universelle
  - participation des parties prenantes
6. Bien-être sociétal et environnemental
  - durabilité(*) et respect de l'environnement
  - frugalité
  - impact social
  - société
  - démocratie
7. Responsabilité (sociale et sociétale)
  - auditabilité
  - réduction au minimum des incidences négatives et la communication à leur sujet
  - arbitrages et recours

(*) traduction française de sustainability, qui peut se traduire par « développement durable » ou « soutenabilité ».
Chacune de ces sous-exigences se décline en autant d'items augmentant encore leur précision ; par exemple en définissant et concrétisant ce que l'on appelle les « biais injuste », en précisant ce que l'on entend par « explicabilité » d'une IA, en évaluant les risques et opportunités de systèmes intelligents et d'IA pour l'être humain, pour les démocraties, ou encore dans le cadre du transhumanisme ou de systèmes intelligents armés et autonomes.
Tous ces items sont traités de manière plus ou moins avancée pour promouvoir une IA digne de confiance, même s'il est difficile d'en mesurer l'exhaustivité, dans le guide des experts de la Commission européenne cité plus haut, et évalués dans un autre de leurs document de référence dans l'optique de les vérifier tout au long du cycle de vie de l'IA.
Si des tensions apparaissent entre certaines des caractéristiques, principes, exigences clefs ou méthodes d'une IA digne de confiance, elles doivent être nommées, évaluées et arbitrées de façon raisonnée par les parties prenantes chargées de cette IA.

## En France
Les autorités promeuvent la fiabilité et la résilience des systèmes d'IA, y compris dans les domaines militaire et stratégique, en particulier face aux attaques adversariales et aux manipulations de données. Par exemple, en mai 2025, le Commandement de la cyberdéfense (COMCYBER) et l'Agence de l'innovation de Défense (AID) ont lancé le défi « Sécurisation de l'IA » qui a distingué deux solutions : 
- PRISM Eval, une start-up spécialisée dans l'analyse des dérives comportementales des modèles d'IA. Son outil BET Eval (BET = Behavior Elicitation Tool), teste la robustesse des LLMs face aux attaques sémantiques et contextuelles (manipulation subtile du contexte ou du sens des données visant à induire en erreur l'IA ou son utilisateur, via des biais cognitifs ou des failles de traitement de linformation), évaluant leur vulnérabilité aux injections de prompts et aux contournements de garde-fous[17].
- CEA-List, un outil de sécurisation des modèles de classification visuelle, basé sur PyRAT et PARTICUL qui vérifiient formellement les réseaux de neurones et détectent les anomalies dans les jeux de données, réduisant les risques de manipulation malveillante[17].